# Ogošte
Hogoshtë en albanais et Ogošte en serbe latin (en serbe cyrillique : Огоште) est une localité du Kosovo située dans la commune/municipalité de Kamenicë/Kosovska Kamenica, district de Gjilan/Gnjilane (Kosovo) ou district de Kosovo-Pomoravlje (Serbie). Selon le recensement kosovar de 2011, elle compte 1 705 habitants.
Le village est également connu sous le nom albanais de Hogosht.

## Histoire
Sur le territoire du village ont été découvertes des tombes remontant à l'Antiquité tardive ; mentionnées par l'Académie serbe des sciences et des arts, elles sont inscrites sur la liste des monuments culturels du Kosovo.
La mosquée du village, construite en 1885, un moulin et un barrage construit en 1950 sont également proposés pour un classement kosovar.

## Démographie

### Évolution historique de la population dans la localité
| 1948  | 1953  | 1961  | 1971  | 1981  | 1991  | 2011  |
| ----- | ----- | ----- | ----- | ----- | ----- | ----- |
| 1 620 | 1 675 | 1 944 | 2 041 | 2 148 | 2 173 | 1 705 |

|  |

### Répartition de la population par nationalités (2011)
En 2011, les Albanais représentaient 99,82 % de la population.